# Fiat 850 Moretti Sportiva
La Moretti Sportiva è un'autovettura special di tipo coupé prodotta dalla Moretti, su base Fiat 850, dal 1967 al 1971.

## Il contesto
Presentata nel 1967, la "Sportiva" è l'ultima vettura della Moretti pensata per una clientela abituata a scegliere l'allestimento secondo il proprio gusto. Questa modalità di realizzazione, impensabile per le produzioni in grande serie, sopravvisse nel ventennio successivo al secondo dopoguerra, per definitivamente scomparire negli anni settanta.

## La vettura
La "Sportiva" venne inizialmente proposta nel tipo "S2" (due posti), sia in versione "Coupé", sia in versione "Trasformabile", ovvero dotata di un ampio tettuccio apribile in tela. 

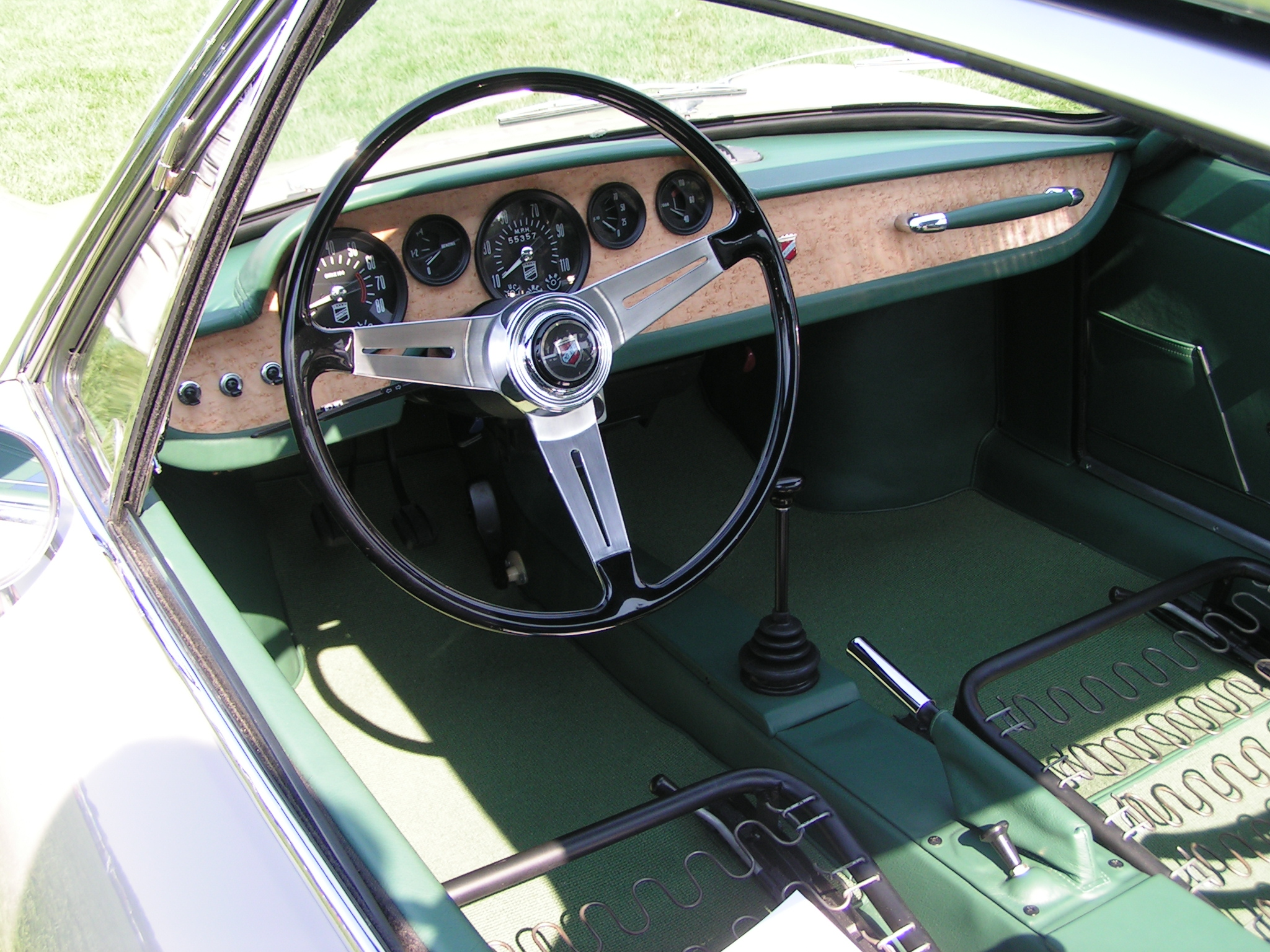
Il cruscotto

Numerose erano le varianti per consentire alla clientela di personalizzare la vettura e, oltre alla solita scelta di colori e tessuti per gli interni, contemplavano la possibilità di ottenere finiture e dotazioni di grande prestigio per l'epoca, quali i vetri azionati elettricamente, la verniciatura metallizzata o i cerchi a raggi Borrani. Era inoltre possibile montare una speciale motorizzazione con cilindrata aumentata a 982 cm³.
Data la profilatura aerodinamica, si rese necessario il posizionamento orizzontale della ruota di scorta nel vano anteriore, occupandolo interamente e costringendo i progettisti a ricavare un comparto per i bagagli, chiuso da un telo teso, tra i sedili ed il vano motore. La mancanza dei sedili posteriori fu poco gradita dagli acquirenti e, l'anno successivo, la Moretti presentò il tipo "S4" che prevedeva la disposizione 2+2, al tempo di possibile omologazione.
Il prezzo base per la "Sportiva", nel 1967, era di 1 095 000 lire che poteva aumentare sensibilmente secondo l'allestimento desiderato, fino a sfiorare i due milioni. A titolo di raffronto, si pensi che la ben più prestigiosa e moderna Fiat 124 aveva, nello stesso anno, un prezzo di listino di 1 035 000 lire.
Nei vari allestimenti furono prodotti circa 300 esemplari di "Sportiva".

## Fonti
- Ruoteclassiche - Fascicolo n 146 del gennaio 2001 - Editoriale Domus